# Indigo (kleur)
Indigo is een kleur die in het lichtspectrum voorkomt met een golflengte van 450 tot 420 nanometer. Indigo ligt volgens de traditionele indeling van het spectrum tussen blauw en spectraal violet in.
| 0000FF | 6F00FF | 8F00FF |

Indigo is niet, zoals andere spectrale kleuren als rood, geel, groen, cyaan en blauw een van de primaire of secundaire kleuren. Indigo kreeg zijn naam door Isaac Newton toen hij het optische spectrum opdeelde in zeven kleuren: rood, oranje, geel, groen, blauw, indigo en violet, die hij verbond met de zeven hemellichamen (planeten, zon en maan) die destijds bekend waren, met de zeven dagen van de week, en met de zeven noten in een octaaf.
Het menselijk oog is vrij ongevoelig voor licht met de frequentie van het indigo. Sommige mensen, met een verder normale kleurwaarneming, kunnen indigo vrijwel niet onderscheiden van blauw en violet. Voor een aparte kleurnaam lijkt dan ook nauwelijks enige grond te bestaan. Het is ook niet geheel duidelijk waar Newton de kleurgrenzen precies legde. Het kan zijn dat hij met "blauw" ons cyaan aanduidde, met "indigo" ons blauw en met "violet" extraspectrale kleuren die in een optisch instrumentarium vaak zijn waar te nemen door overlappende spectra.
Indigo is oorspronkelijk de naam van de kleurstof indigo, een kleurstof die veel wordt gebruikt voor het verven van spijkerbroeken. De kleurstof wordt nog steeds gewonnen uit bepaalde planten, maar werd al in 1897 gesynthetiseerd door de firma BASF. Vroeger was de productie en handel in indigo van enorm commercieel belang.

## Varia
De kleur lila is indigo waar wit is aan toegevoegd, waardoor het veel lichter oogt. Johann Wolfgang von Goethe beschouwde de kleur lila als roze waar alle vreugde is uit weggetrokken.
Dubbelsterren bestaan in de meeste gevallen uit twee componenten die uiterst flauwe contrasterende kleuren vertonen. De ene component vertoont zich geelachtig wit en de andere lila achtig wit, of indigo achtig wit. Als men beide componenten afzonderlijk waarneemt bemerkt men geen kleur en ziet elke ster er gewoon wit uit. Echter door de samenstand van beide componenten valt het uiterst flauwe kleurcontrast veel beter op.